# Plegapteryx hellingsi
Plegapteryx hellingsi là một loài bướm đêm trong họ Geometridae.